# هانس یناس
هانس یناس (به انگلیسی: Hans Jonas) فیلسوف پدیدارشناس آلمانی که از شاگردان مارتین هایدگر بود. او در کتاب خود با عنوان «اندیشه‌های گنوسی و روح جهان باستان پسین» تفسیری مانوی و گنوسی از اندیشه‌های هایدگر ارائه داد. در مقابل این دیدگاه، شاگرد دیگر هایدگر یعنی کارل لویت در دهه ۱۹۴۰ انتقادی بر این گونه اندیشه نگاشت که سعی در عرضه قرائتی دینی و عرفانی بر مبنای اندیشه‌های هایدگر دارد.